# Smalnäbbad minerare
Smalnäbbad minerare (Geositta tenuirostris) är en fågel i familjen ugnfåglar inom ordningen tättingar.

## Utseende och läte
Smalnäbbad minerare är en distinkt ljusbrun tätting med tunn, nedåtböjd näbb. Den har vanligen en upprätt hållning och verkar framtung med kraftigt bröst och kort stjärt. Hanen sjunger i sångflykt, en lång serie "pip". Lätet är ett nasalt skrattande, påminnande om en tyrann eller till och med en liten mås.

## Utbredning och systematik
Smalnäbbad minerare delas in i två underarter med följande utbredning:
- Geositta tenuirostris tenuirostris – förekommer i Anderna från norra Ecuador till nordvästra Argentina och nordligaste Chile
- Geositta tenuirostris kalimayae – förekommer i Anderna i norra Ecuador (västsluttningarna av vulkanen Iliniza)

### Familjetillhörighet
Minerarna placeras traditionellt i familjen ugnfåglar (Furnariidae), men urskiljs av vissa som en egen familj tillsammans med lövkastarna i Sclerurus efter DNA-studier.

## Levnadssätt
Smalnäbbad minerare hittas i klippiga höglänta gräs- och betesmarker, framför allt nära vatten och i fuktiga områden. Den födosöker på marken.

## Status
Arten har ett stort utbredningsområde och beståndet anses stabilt. Internationella naturvårdsunionen IUCN listar den därför som livskraftig (LC).

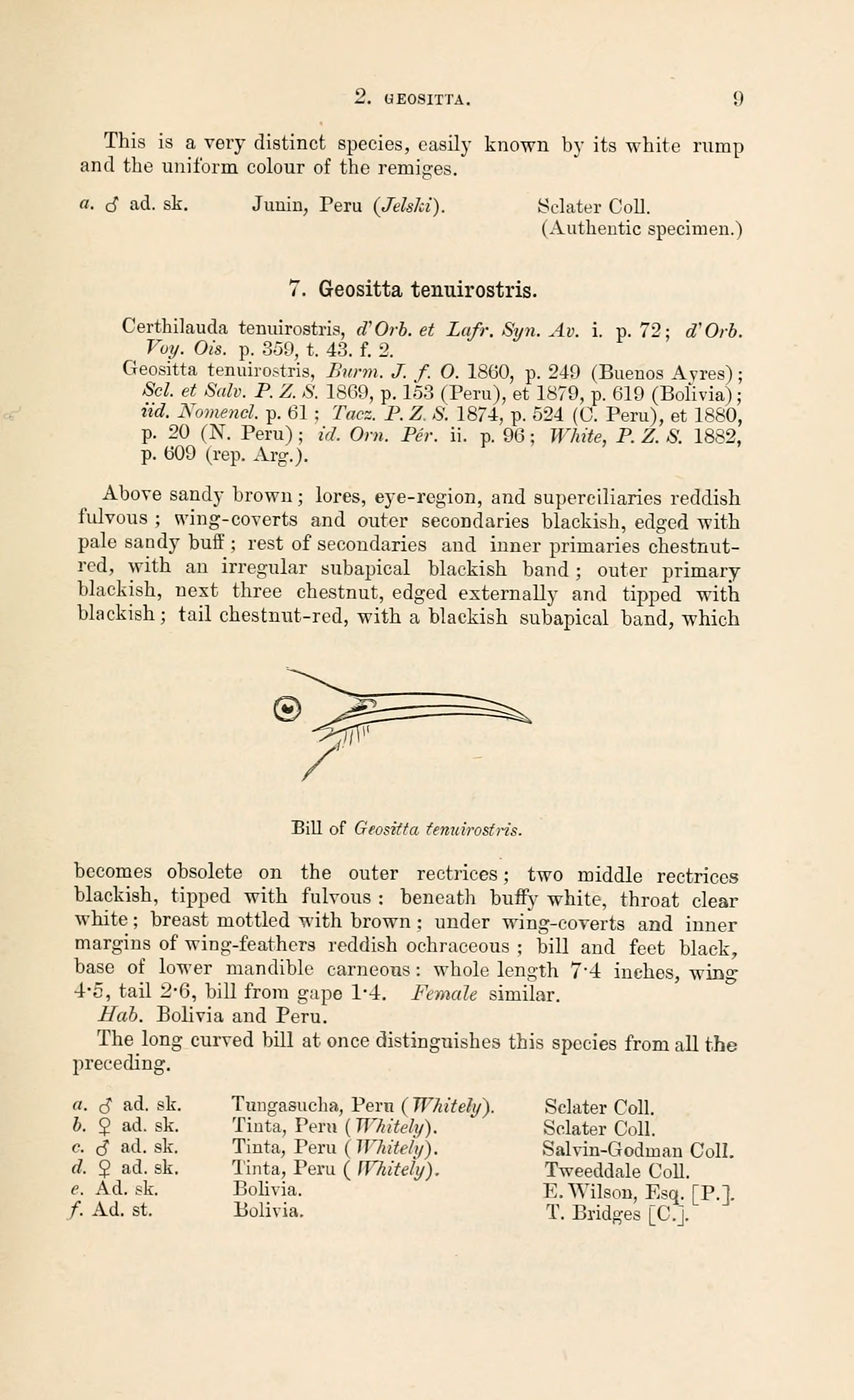